# Лоухи (станция)
Ло́ухи (фин. Louhi) — узловая железнодорожная станция Октябрьской железной дороги на 1003,42 км Мурманской железной дороги, начальная станция ветки Лоухи — Пяозеро и бывшая станция стыкования на линии Беломорск — Мурманск.

## Общие сведения
Станция находится в посёлке городского типа Лоухи Лоухского района Карелии. Принадлежит Мурманскому отделению Октябрьской железной дороги. Расстояние от Санкт-Петербурга 1002 км. К станции примыкают два двухпутных перегона «Лоухи — Боярская» в нечётном направлении и «Лоухи — Чупа» в чётном направлении и однопутный перегон «Лоухи — Еловая» в чётном направлении.
На станции располагается Путевая машинная станция ПМС-283 Лоухи — структурное подразделение Октябрьской дирекции по ремонту пути «Путьрем» — структурного подразделения Центральной дирекции по ремонту пути — филиала ОАО «Российские железные дороги».

## История
Станция Лоухи была открыта в 1918 году, на два года позже открытия участка Кемь — Кандалакша.
В 1935 году участок Кандалакша — Лоухи был электрифицирован на постоянном токе. В 1981 году закончилось строительство ветки Ледмозеро — Костомукша, связавшей предприятие «Карельский окатыш» с Западно-Карельской дорогой. В десятилетний период, начиная с 1988 года, на электрическую тягу переменного тока постепенно переводились участки в чётном (южном) направлении от станции Лоухи. До 14 октября 2001 года Лоухи были самой северной станцией стыкования на сети Российских железных дорог.

## Пассажирское сообщение
По состоянию на 2021 год по станции проходит 3 раза в неделю две пары электропоездов сообщением Лоухи — Кандалакша — Лоухи и Лоухи — Кемь — Лоухи, а также несколько пассажирских поездов сообщением Мурманск — Санкт-Петербург — Мурманск, Мурманск - Москва - Мурманск и Мурманск - Вологда - Мурманск. А также международный поезд Мурманск - Минск - Мурманск. В летний сезон курсируют поезда Мурманск - Адлер - Мурманск, Мурманск - Анапа - Мурманск, Мурманск - Новороссийск - Мурманск и Мурманск - Симферополь - Мурманск.

## Фотографии

Станция Лоухи
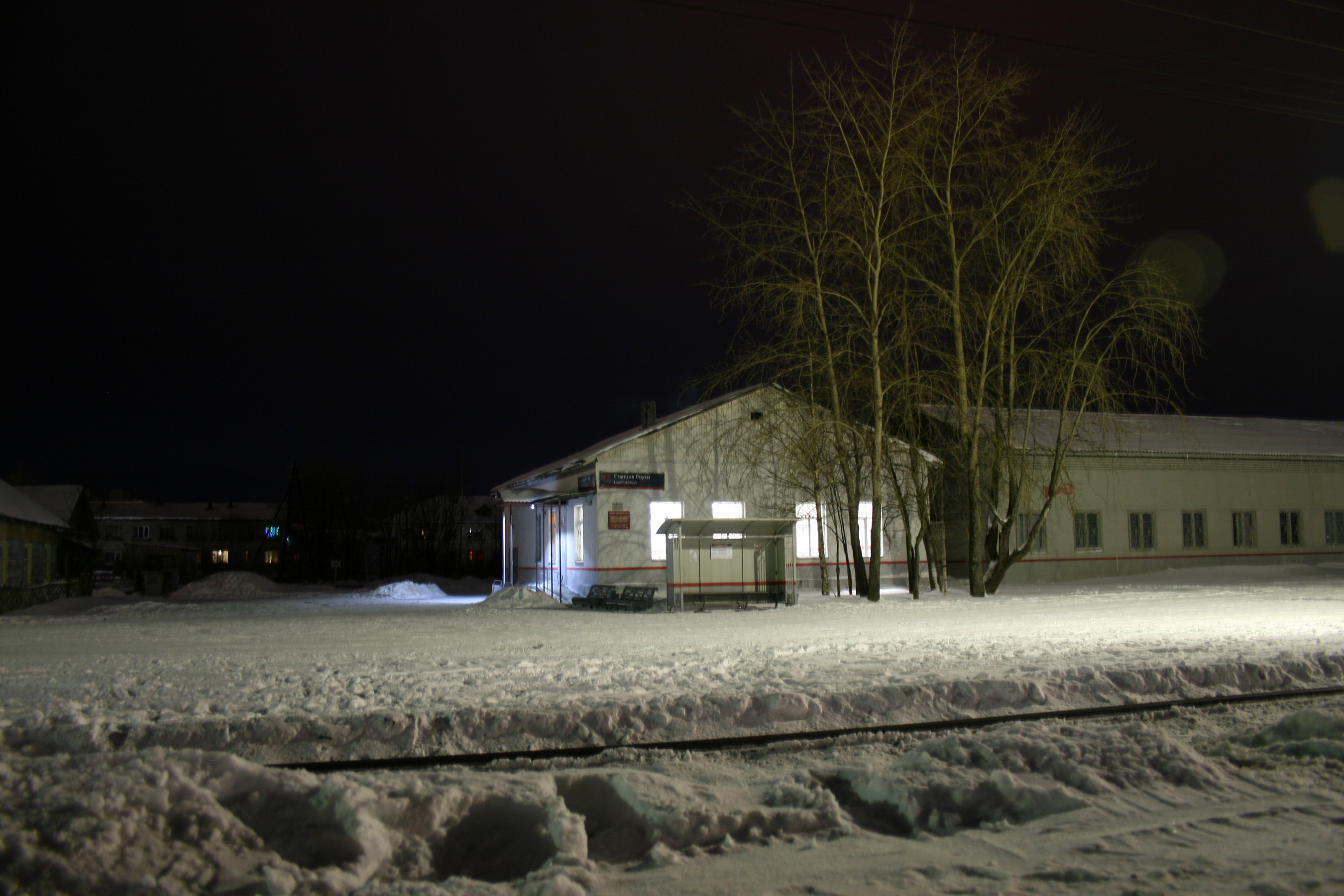
Вокзал станции Лоухи ночью.
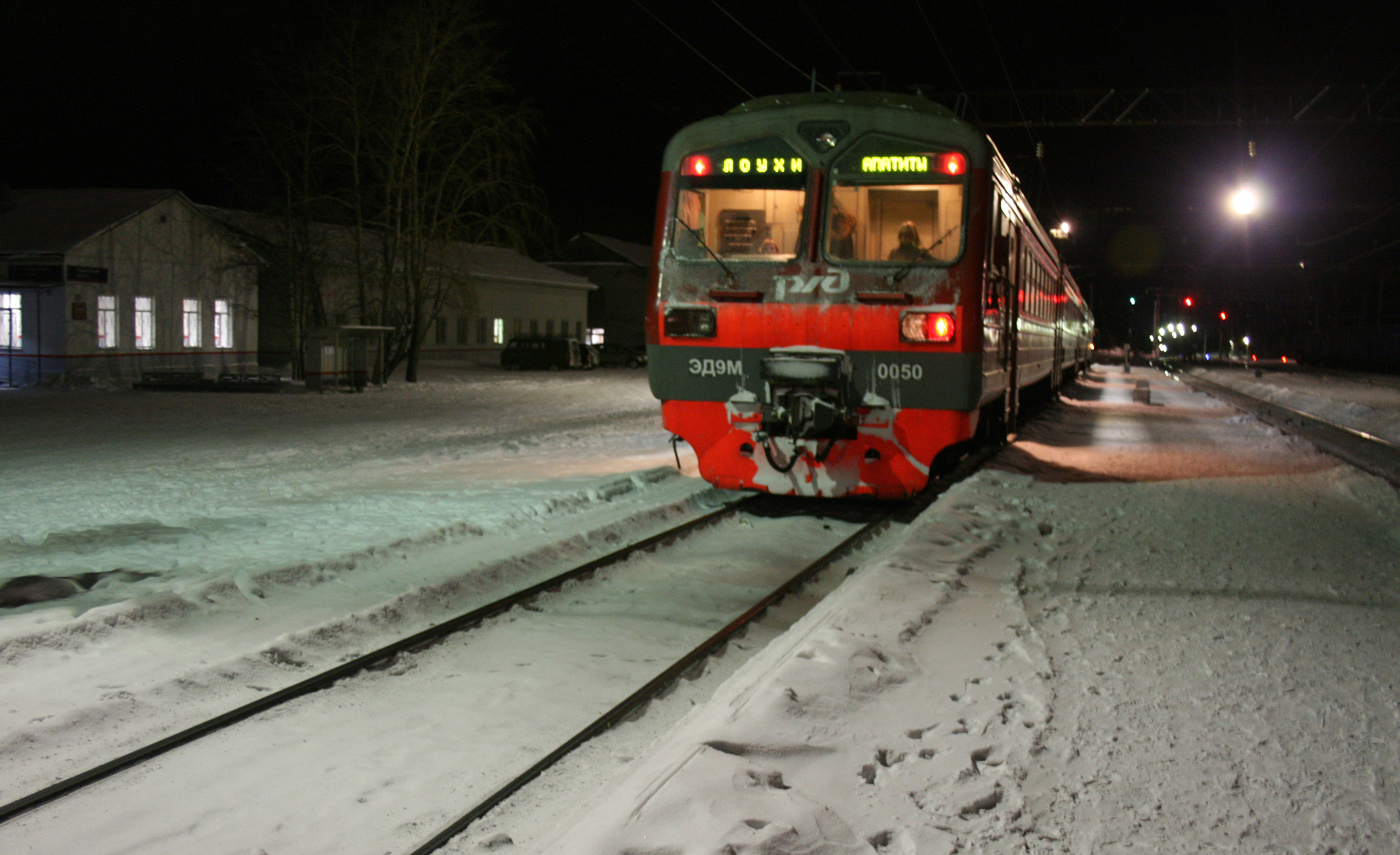
Электропоезд «Лоухи — Апатиты» на станции Лоухи.
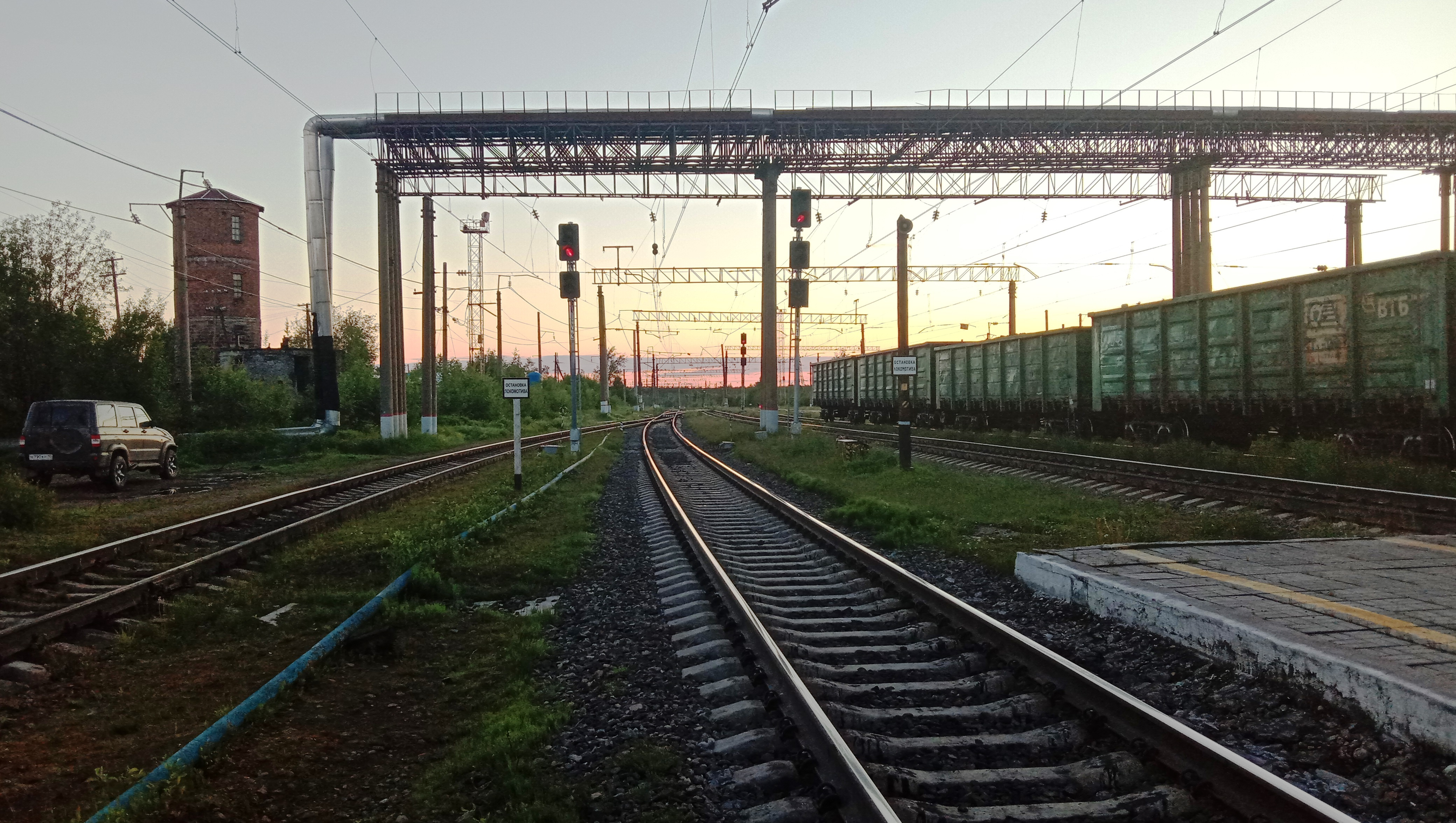
Выходные светофоры. Вид в сторону ст. Чупа.
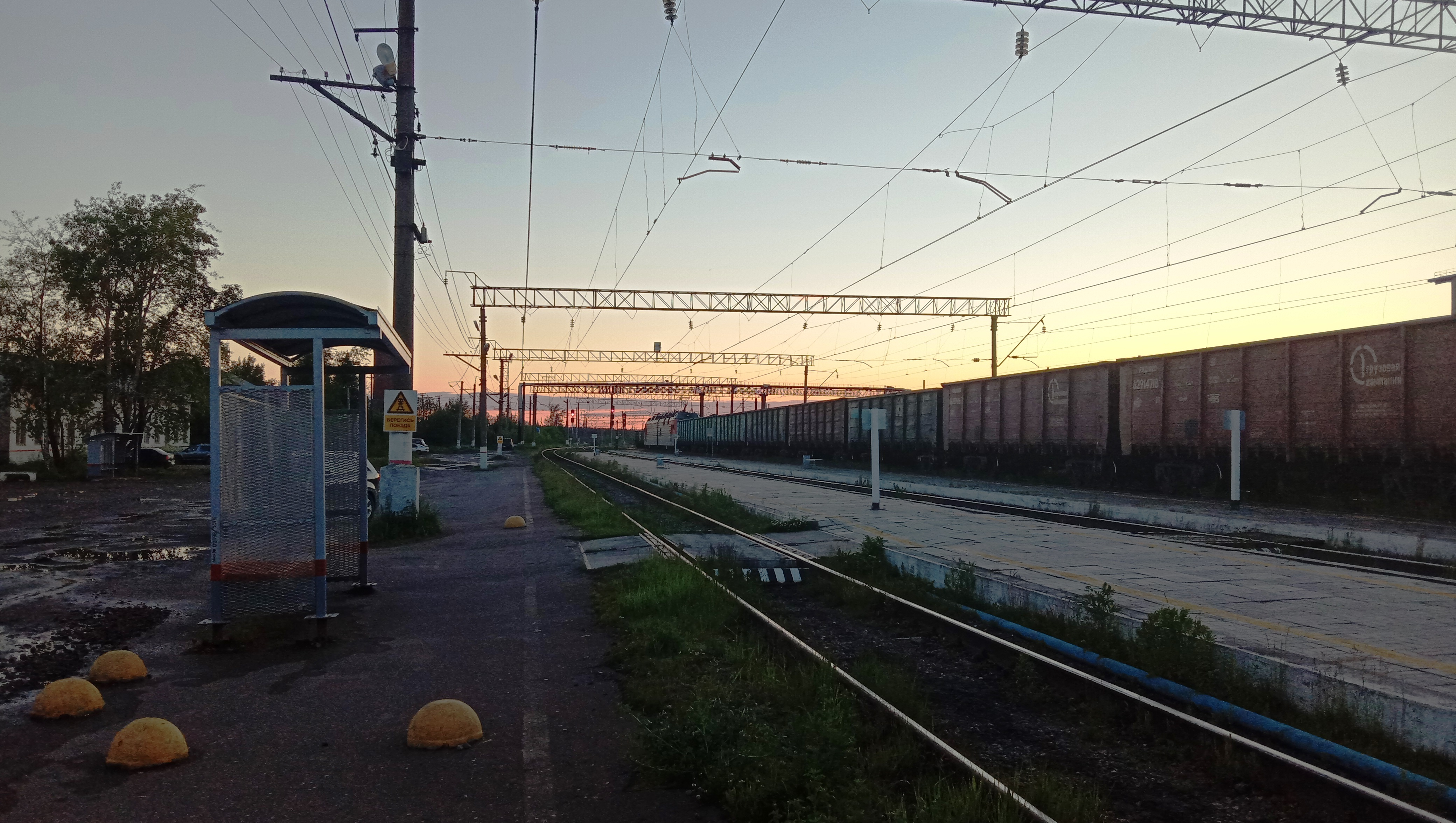
Вид в сторону ст. Чупа.
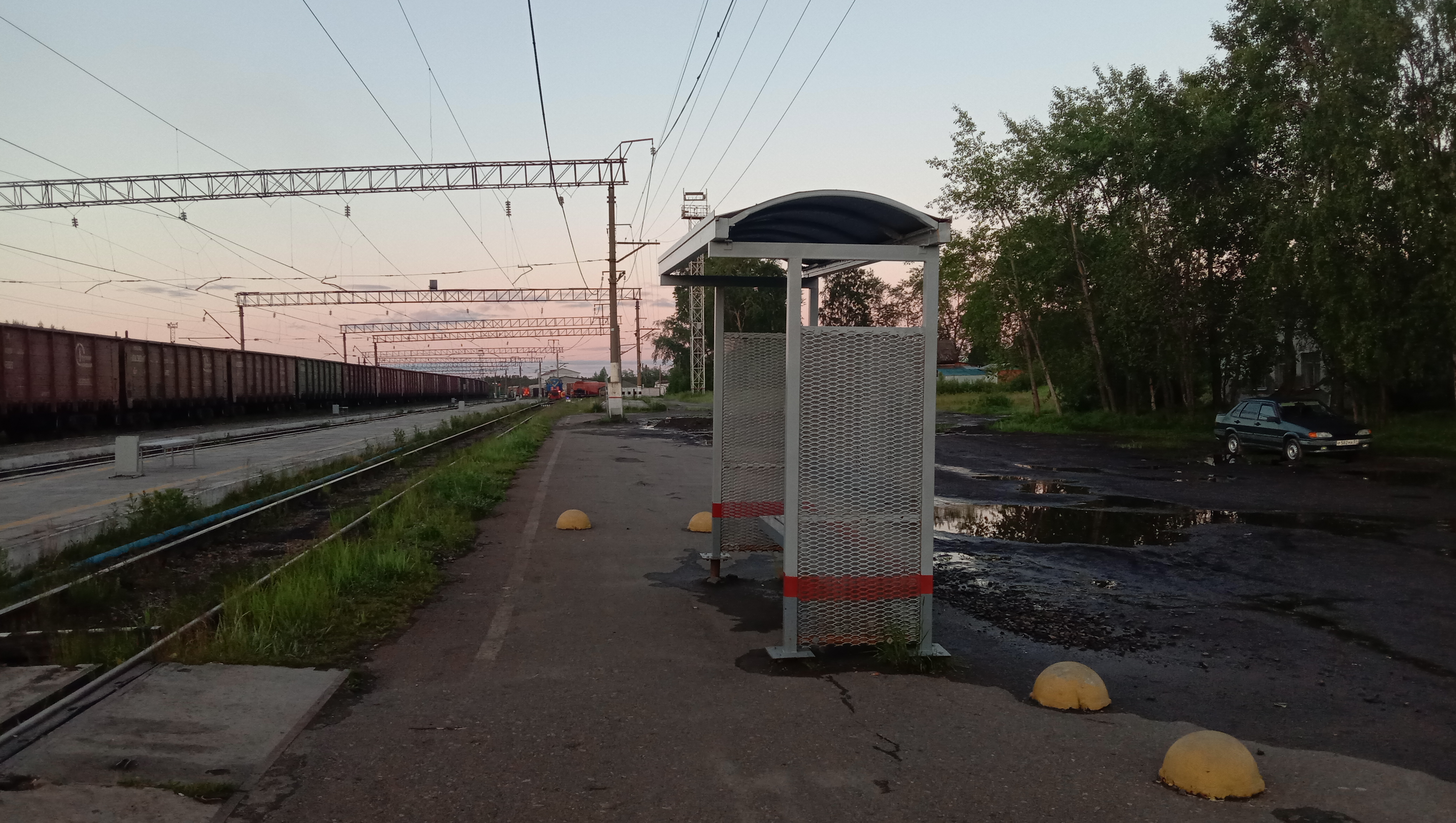
Вид в сторону ст. Боярская.
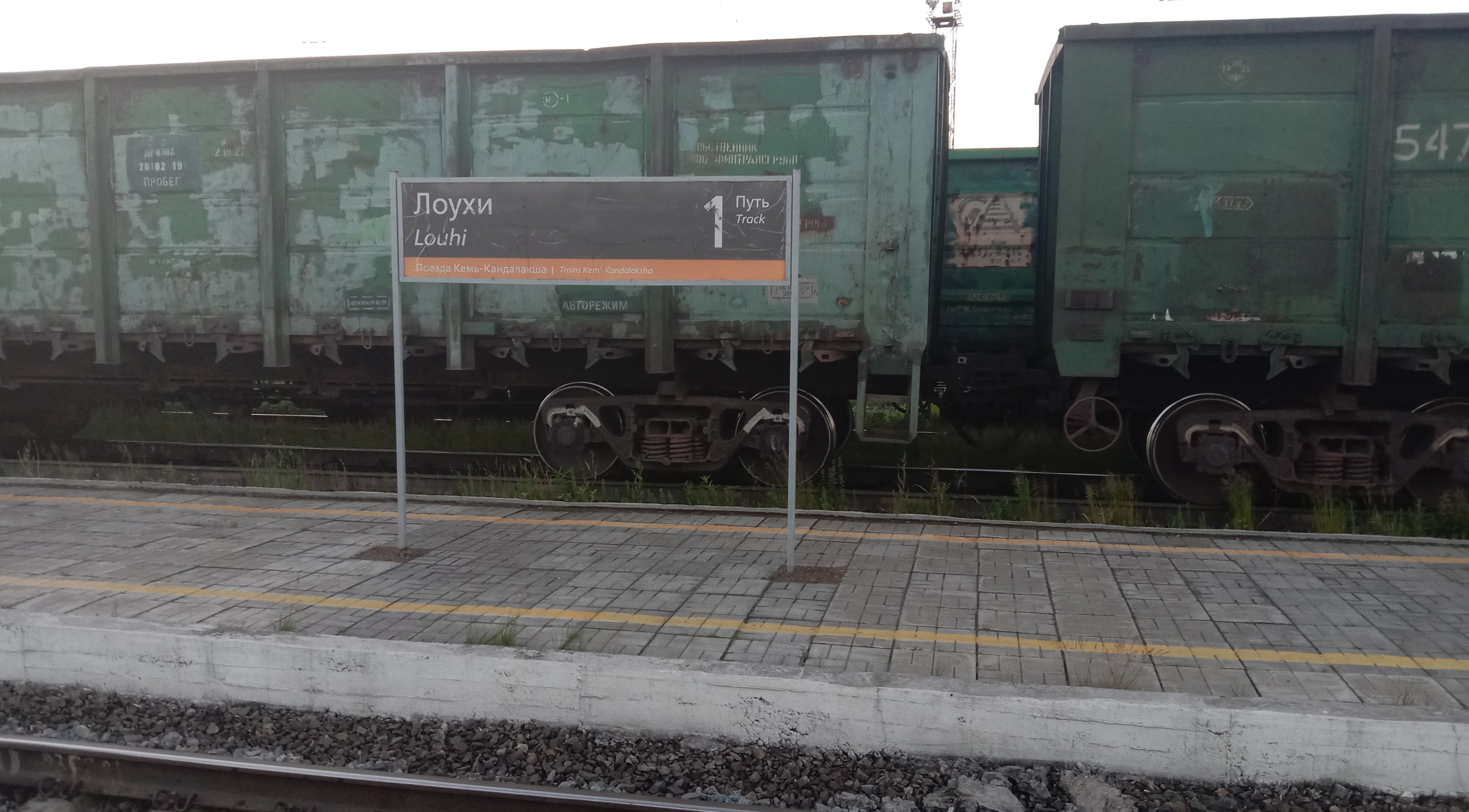
Платформа.